# ویلهلم ردیس
ویلهلم ردیس (به آلمانی: Wilhelm Redieß) (زاده ۱۰ اکتبر ۱۹۰۰، مرگ ۸ می ۱۹۴۵) یک ژنرال آلمانی در دوره رایش سوم و رهبر نیروهای اس‌اس و پلیس در نروژ تحت اشغال آلمان بود.